# Samuel R. Delany

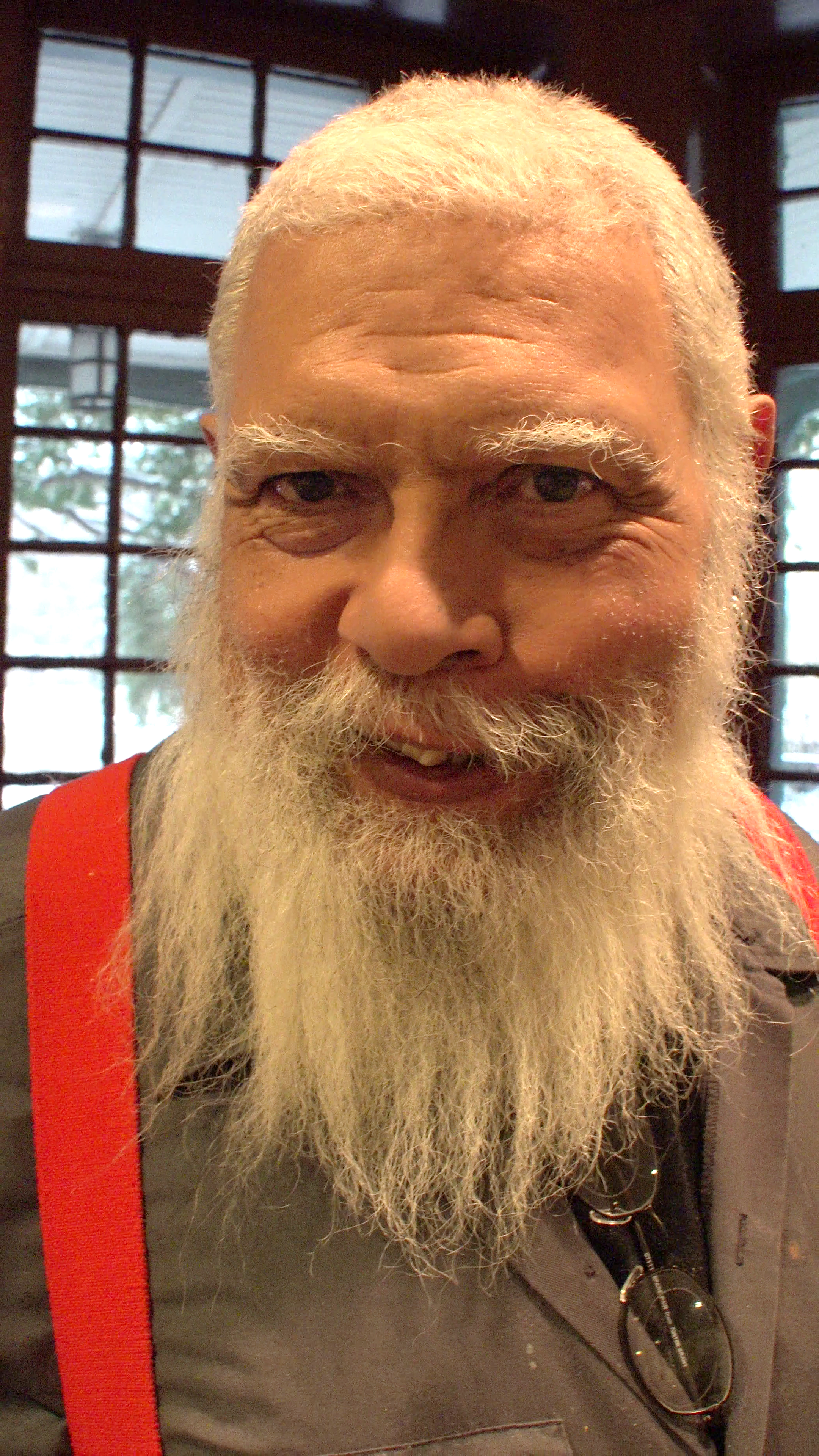
Samuel R. Delany

Samuel Ray Delany (* 1. April 1942 in Harlem, New York City) ist ein amerikanischer Science-Fiction-Schriftsteller.

## Leben
Delany ist der Sohn des Bestattungsunternehmers Samuel R. Delany (1906–1960) und der Bibliotheksangestellten Margaret Carey Boyd Delany. Seine Tanten väterlicherseits waren die Autorinnen und Bürgerrechtlerinnen Sadie und Bessie Delany, welche Delany später in seiner Erzählung Atlantis: Model 1924 (1995) als Elsie und Corry auftreten lässt. Nach dem Besuch einer Privatschule besuchte er die renommierte Bronx High School of Science und anschließend das New York City College. Dort begann er seine literarische Tätigkeit, verließ das College aber nach einem Jahr bereits wieder. Seit 1967 ist Delany als freier Schriftsteller tätig und gilt mit Norman Spinrad, Harlan Ellison und Roger Zelazny als wichtigster Vertreter der amerikanischen New Wave. Seit 1975 unterrichtet Delany an Universitäten, seit 1988 im Rang eines Professors. Von 1961 bis 1980 war er mit der Dichterin Marilyn Hacker verheiratet. 1974 wurde ihre gemeinsame Tochter Iva Hacker-Delany geboren. Seit 1991 lebt er mit seinem Lebenspartner Dennis Rickett zusammen. Delany identifiziert sich offen als homosexuell.

## Werk
1962 erschien Delanys erster Roman The Jewels of Aptor (dt. Die Juwelen von Aptor, 1985), welchen der bekennende Schwule bereits im Alter von 19 Jahren zu schreiben begann und bald auf Drängen seiner damaligen Ehefrau Marilyn Hacker an einen Verleger schickte. Ihm folgte die „Tomoron“-Trilogie (Captives of the Flame, The Towers of Toron, City of Thousand Suns), welche zwischen 1963 und 1965 erschien. Der Durchbruch gelang ihm aber erst 1966 mit seinem Werk Babel-17 (dt. 1975), das ihm den Nebula Award und eine Nominierung für den Hugo Award einbrachte. Der Hugo Award wurde ihm dann 1970 für Time Considered as a Helix of Semi-Precious Stones verliehen. Das 1973 erschienene Equinox, auch bekannt als The Tides of Lust (dt. Äquinoktium, 1994), brachte ihm wegen seiner expliziten erotischen Darstellungen Pornographie-Vorwürfe ein. Mit den enigmatischen Romanen Dhalgren (1974, dt. 1980), das Paul Di Filippo als „Fellini's Satyricon der SF“ bezeichnete, und mit Triton, (1976, dt. 1981) schuf er seine Hauptwerke. 1984 erschien dann Stars In My Pocket Like Grains Of Sand (dt. In meinen Taschen die Sterne wie Staub, 1985), der stilistisch radikalste Roman aus Delanys Feder, ein „Versuch […] an die Grenzen der sprachlich-literarischen Kommunikation vorzudringen“ (Florian F. Marzin). Delanys –  vor allem hinsichtlich der Darstellung von Gewalt und Sexualität – radikalster Roman Hogg erschien erst 1995, obwohl er bereits während seiner Arbeit an Dhalgren an dieser Erzählung schrieb.
Mit den Fantasy-Geschichten der „Nimmerya“-Reihe greift er Überlegungen um die Macht der Sprache, soziales und sexuelles Verhalten und den Einfluss von Reichtum in einer sehr jungen Zivilisation auf. Die Werke Delanys sind verschiedenen SF-Subgenres zuzuordnen. Delany wird zwar gemeinhin als Vertreter der New-Wave-SF angesehen, jedoch gehören die elf zwischen 1979 und 1987 veröffentlichten „Nevèrÿon“-Erzählungen dem Genre Sword and Sorcery an und sein Roman Nova kann als Space Opera bezeichnet werden.
Delany erschloss der Science-Fiction Wissenschaften, so mit Babel-17 die Linguistik oder auch den Afrofuturismus. In den letzten 30 Jahren hat Delany sich vom Genre Science-Fiction abgewandt und versucht sich an anderen Romanformen. 2002 wurde er in die Science Fiction Hall of Fame aufgenommen.
Als sein zweites Roman-Hauptwerk gilt Through The Valley of the Nest of Spiders, in dem es sowohl um die Treue in der Liebe als auch um erotische und künstlerische Freiheit geht.

### Themen
Delanys Werk weicht radikal ab von „klassischer“ Science-Fiction und weist starke Einflüsse aus experimenteller und Beat-Literatur auf. Insbesondere mit Dhalgren gilt Delany als ein wichtiger Vertreter der Slipstream-Literatur in der Science-Fiction. Im Zentrum seiner Arbeiten stehen häufig Themen wie Identität, Rasse und Sexualität und, immer wiederkehrend, das Verhältnis von Sprache und Sein, entwickelt anhand von außenseiterischen Protagonisten. So entstand Delanys Roman Babel-17 etwa aus der Beschäftigung mit der sprachphilosophisch-psycholinguistischen Sapir-Whorf-Hypothese.
Delanys Werke behandeln oftmals auch politische Themen wie Ghettoisierung, Sklaverei und Rassismus. Im dritten Band der „Nevèrÿon“-Band beschäftigt Delany sich erstmals außerdem mit dem Thema AIDS. Es finden sich des Weiteren autobiographische und biographische Elemente in seinen Werken. Atlantis: Model 1924 zum Beispiel ist an die Geschichte seines Vaters angelehnt.

## Andere Kunstformen
Neben dem Verfassen von Romanen versuchte Delany sich an anderen künstlerischen Ausdrucksformen. So erarbeitete er 1967 zusammen mit Susan Schweers aus der Kommune The Heavenly Breakfast, der Delany damals selbst auch angehörte, das Hörspiel The Star-Pit.
Zusammen mit seiner Frau Marilyn Hacker unter anderen stellte er ein eigenes Theater auf die Beine, in welchem sie beispielsweise Jean Genets Die Zofen aufführten. Des Weiteren begeisterte Delany sich auch für Comics und Graphic Novels. So brachte er 1978 zusammen mit Howard Chaykin den Comic Empire heraus und 1999 in Zusammenarbeit mit Mia Wolff die autobiographische Graphic Novel Bread and Wine.
Delany versuchte sich auch als Filmemacher, wobei experimentelle Kurzfilme wie The Orchid entstanden, der 1972 von Barbara Wise produziert wurde; ihr 17-jähriger Sohn David Wise führte die Kamera.

## Auszeichnungen
- 1967: Nebula Award für den Roman Babel-17
- 1968: Nebula Award für die Kurzgeschichte Aye, and Gomorrah…
- 1968: Nebula Award für den Roman The Einstein Intersection
- 1970: Hugo Award für die Kurzgeschichte Time Considered as a Helix of Semi-Precious Stones
- 1970: Nebula Award für die Erzählung (novelette) Time Considered as a Helix of Semi-Precious Stones
- 1978: Prix de la SF de Metz für die französische Übersetzung von Triton
- 1985: Pilgrim Award für das Lebenswerk
- 1989: Hugo Award für das Sachbuch The Motion of Light in Water: Sex and Science Fiction Writing in the East Village 1957-1965
- 1993: Lambda Award für das Lebenswerk
- 2001: Gaylactic Spectrum Award für besondere Verdienste
- 2002: Science Fiction Hall of Fame
- 2002: Gaylactic Spectrum Award, Hall of Fame für Dhalgren
- 2005: Lambda Award, Pioneer Award
- 2010: Eaton Award für das Lebenswerk
- 2014: SFWA Grand Master Award
- 2018: Locus Award für die Erzählung (novelette) The Hermit of Houston
- 2021: Anisfield-Wolf Book Award für das Lebenswerk
- 2022: World Fantasy Award für das Lebenswerk
- 2024: Mitglied der American Academy of Arts and Sciences

## Bibliografie
Die Türme von Toron
- Die Türme von Toron, 1985, ISBN 3-404-24072-3, The Fall of the Towers, 1971 (Sammelband)

- Sklaven der Flamme, 1971, ISBN 3-548-02828-4, Captives of the Flame auch: Out of the Dead City, 1963
- Die Türme von Toron, 1978, ISBN 3-404-24072-3, The Towers of Toron, 1964
- Stadt der tausend Sonnen, 1979, Pabel, City of a Thousand Suns, 1965

Neveryon
- Geschichten aus Nimmerya, 1981, ISBN 3-942396-24-6, Tales of Neveryon, 1975
- Das Land Nimmerya, 1984, ISBN 3-404-24053-7, Neveryona: or The Tale of Signs and Cities, 1983
- Flucht aus Nimmerya, 1988, ISBN 3-404-24111-8, Flight from Neveryon, 1978
- The Bridge of Lost Desire auch: Return to Neveryon, 1987

Einzelromane
- Die Ballade von Beta-2 und andere Sagen der Zukunft, 1985, ISBN 3-404-24076-6 (Sammelband)

- Die Juwelen von Aptor, The Jewels of Aptor, 1962
- Die Ballade von Beta-2, The Ballad of Beta-2, 1965
- Imperiums-Stern, The Empire Star, 1966

(Die deutschen Übersetzungen sind nicht einzeln erschienen, sondern nur im Sammelband)
- Babel-17, 1975, ISBN 3-442-25038-2, Babel-17, 1966
- Einstein, Orpheus und andere, 1972, ISBN 3-404-22076-5, The Einstein Intersection, 1967
- Nova, 1983, ISBN 3-453-05797-X, Nova, 1968
- Äquinoktium, 1997, ISBN 3-924959-42-0, The Tides of Lust auch: Equinox, 1973
- Dhalgren, Science-Fiction-Roman. Bastei-Verlag Lübbe 1980, Bergisch Gladbach, ISBN 3-404-24011-1.[6]
  - Originalausgabe: Dhalgren, Bantam Books 1975, ISBN 0-552-68554-2.
- Triton, 1981, ISBN 3-404-24016-2, Triton auch: Trouble on Triton, 1976
- Empire: A Visual Novel, 1978
- In meinen Taschen die Sterne wie Staub, 1985, ISBN 3-404-22084-6, Stars in My Pocket Like Grains of Sand, 1984
- We, in Some Strange Power’s Employ, Move on a Rigorous Line, 1990 (Novelle)
- They Fly at Ciron, 1992
- The Mad Man, 1994
- Hogg, 1995
- Phallos, 2004 (Novelle)
- Dunkle Reflektionen, herausgegeben von Karlheinz Schlögl, übersetzt von Andy Hahnemann, Golkonda Verlag, Berlin 2013, ISBN 978-3-942396-29-5 (Dark Reflections, 2007)
- Through the Valley of the Nest of Spiders, 2012

Storysammlungen
- Aye, and Gomorrah: And Other Stories, 1967
- Treibglas, 1982, ISBN 3-404-24029-4, Driftglass: Ten Tales of Speculative Fiction, 1971
- Distant Stars, 1981
- The Complete Nebula Award-Winning Fiction, 1986
- Driftglass / Starshards, 1993
- Atlantis: Three Tales, 1995

Anthologien (als Herausgeber)
(mit Marilyn Hacker)
- Quark 1, 1970
- Quark 2, 1971
- Quark 3, 1971
- Quark 4, 1971